# Ерландс Појнт-Китсап Лејк (Вашингтон)
Ерландс Појнт-Китсап Лејк (енгл. Erlands Point-Kitsap Lake) насељено је место без административног статуса у америчкој савезној држави Вашингтон.

## Демографија
По попису из 2010. године број становника је 2.935, што је 212 (7,8%) становника више него 2000. године.
| Група             | 2000.         | 2010.         |
| Белци             | 2.371 (87,1%) | 2.311 (78,7%) |
| Афроамериканци    | 58 (2,1%)     | 84 (2,9%)     |
| Азијати           | 59 (2,2%)     | 103 (3,5%)    |
| Хиспаноамериканци | 96 (3,5%)     | 225 (7,7%)    |
| Укупно            | 2.723         | 2.935         |